# Brücke über den Dourdou
Die Brücke über den Dourdou ist eine mittelalterliche Brücke über den Fluss Dourdou in der französischen Gemeinde Conques-en-Rouergue im Département Aveyron, Region Okzitanien. Sie ist Teil der historischen Via Podiensis, einer Variante des französischen Jakobswegs. Die im 14. Jahrhundert erbaute Brücke steht seit 1930 unter Denkmalschutz (Kategorie Base Mérimée), sie wird zudem seit 1998 als Teil des französischen Jakobswegs als UNESCO-Welterbe gelistet.

## Beschreibung
Die aus Sandstein erbaute Brücke besteht aus fünf Bögen mit unterschiedlichen Größen. Dominant ist der große Hauptbogen mit seinem Buckel, der die Flussmitte überspannt. Westlich davon hat die Brücke drei Bögen und östlich einen Bogen. Die Pfeiler sind durch massive Eisbrecher oberstromseitig geschützt. Eine schmale mit Schiefersteinen gepflasterte Straße, die von beiden Seiten zum Hauptbogen ansteigt, führt über die Brücke. Die Brücke dient heute nur noch dem Fußgänger- und Fahrradverkehr. Die Brüstungen auf beiden Seiten bestehen ebenfalls aus Natursteinen. Die Regenentwässerung des Wegs erfolgt über eine Rinne in der Mitte.
In der Gemeinde Conques-en-Rouergue steht die im 12. Jahrhundert erbaute romanische Klosterkirche Sainte-Foy. Das massive Gebäude beherrscht das Erscheinungsbild der kleinen Gemeinde. Der Weg von der Brücke zur Kirche, die ein Etappenziel auf dem französischen Jakobsweg ist, beträgt nur wenige hundert Meter und das Ensemble gehört zu einem der wichtigen Erlebnisse auf der Pilgerfahrt.

## Name
Der offizielle Name der Brücke lautet „Pont sur le Dourdou“ (deutsch: Brücke über den Dourdou). Fälschlicherweise spricht man oft von der „Pont romain“ (deutsch: Römische Brücke). Die Brücke wurde allerdings im Mittelalter und nicht zur Zeit des Römischen Reichs erbaut, auch wenn nicht auszuschließen ist, dass es Vorgängerbauwerke gab. Die Bezeichnung „romain“ ist vielmehr eine Abwandlung des okzitanischen Worts „Romièu“, was Pilger bedeutet. So hat sich auch der Begriff „Pilgerbrücke“ gebildet, da sie Teil des französischen Jakobswegs ist.

## Galerie

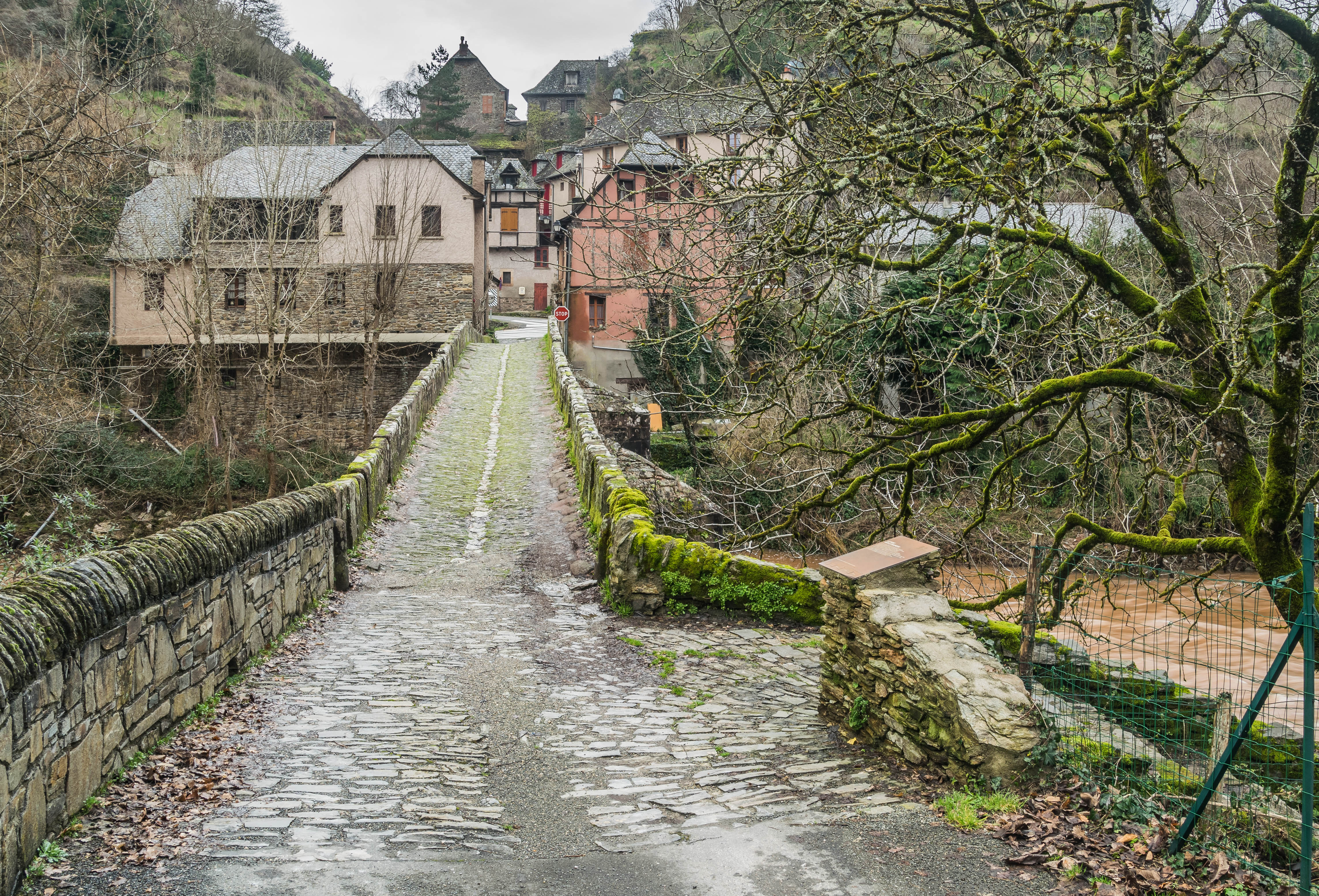
Blick nach Osten zum Ort
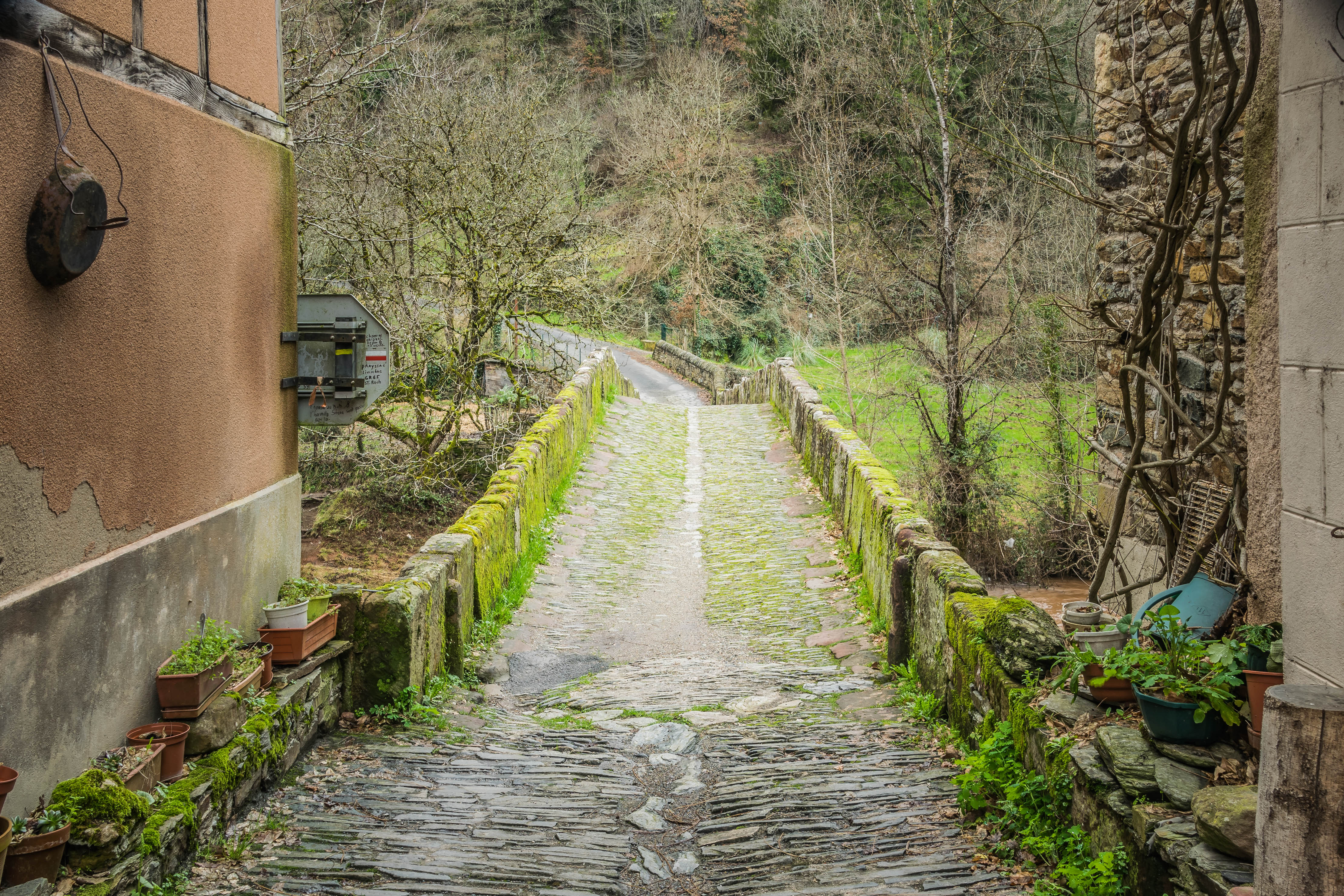
Blick nach Westen
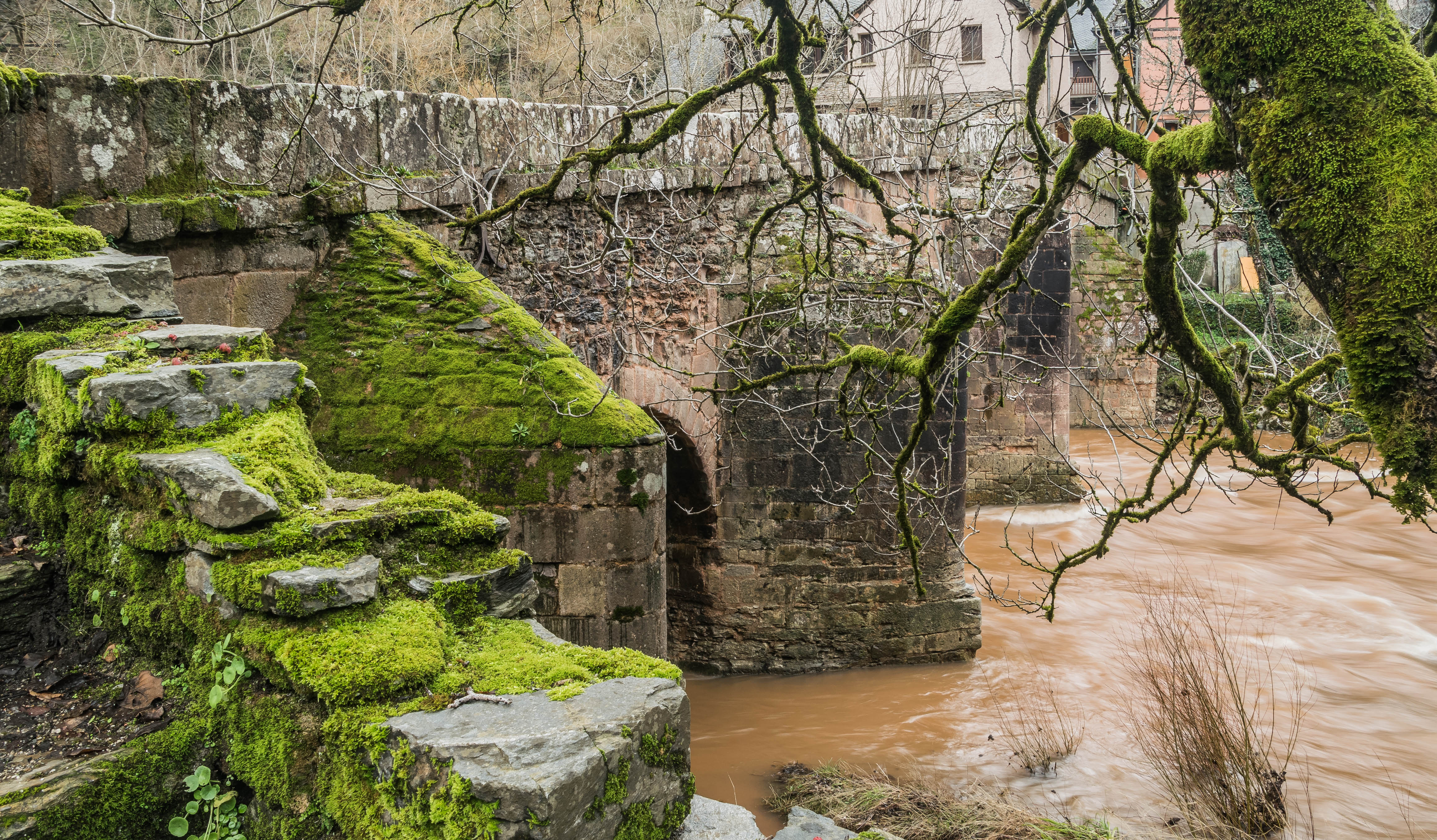
Pfeiler und Bögen